# Dmitri Michailowitsch Tichi
Dmitri Michailowitsch Tichi (russisch Дмитрий Михайлович Тихий; * 29. Oktober 1992 in Wladiwostok) ist ein russischer Fußballspieler.

## Karriere
Tichi begann seine Karriere bei Lutsch-Energija Wladiwostok. Zur Saison 2011/12 rückte er in den Profikader Wladiwostoks. Sein Debüt in der zweitklassigen Perwenstwo FNL gab er im August 2011 gegen Tschernomorez Noworossijsk. Bis Saisonende absolvierte er sieben Zweitligapartien, mit dem Verein stieg allerdings zu Saisonende in die Perwenstwo PFL ab. Nach 19 Drittligaeinsätzen für Lutsch schloss er sich im Januar 2013 dem Erstligisten Alanija Wladikawkas an. Für Alanija kam er jedoch bis zum Ende der Spielzeit 2012/13 nicht zum Einsatz, ohne ihn stieg der Klub in die Perwenstwo FNL ab. In der Saison 2013/14 absolvierte er bis zur Winterpause wieder kein Spiel für Alanija. In der Winterpause war der Verein insolvent und so musste Tichi den Klub im Februar 2012 verlassen.
Nach mehreren Monaten ohne Verein wechselte er im September 2014 zum Drittligisten FK Fakel Woronesch. Für Fakel kam er in der Saison 2014/15 zu neun Drittligaeinsätzen und stieg mit dem Verein in die zweite Liga auf. In der Perwenstwo FNL absolvierte der Verteidiger in der Saison 2015/16 24 Partien, in der Saison 2016/17 kam er zu 23 Einsätzen. Zur Saison 2017/18 kehrte er zum nunmehr wieder zweitklassigen Lutsch-Energija Wladiwostok zurück. In Wladiwostok kam er in jener Saison zu 33 Zweitligaeinsätzen. Zur Saison 2018/19 wechselte Tichi weiter innerhalb der Liga zu Tom Tomsk. Für Tom spielte er bis zur Winterpause 20 Mal in der zweithöchsten Spielklasse. Im Januar 2019 wechselte er zum Erstligisten FK Jenissei Krasnojarsk. Nach nur einem Monat bei Jenissei und ohne ein Spiel für den Verein zu machen wechselte er im Februar 2019 zum Zweitligisten FK Chimki. Bis Saisonende kam er zu 14 Zweitligaeinsätzen in Chimki. Zur Saison 2019/20 wurde er nach dem Abgang von Alexander Rjasanzew Kapitän des Vereins. Bis zum Saisonabbruch absolvierte er in jener Saison 26 Zweitligapartien, mit Chimki stieg er nach Saisonende in die Premjer-Liga auf. Im August 2020 debütierte er gegen ZSKA Moskau in der höchsten russischen Spielklasse. In der Saison 2020/21 kam er zu 28 Einsätzen im Oberhaus. In der Saison 2021/22 absolvierte er 20 Spiele. In der Saison 2022/23 kam er zu neun Einsätzen, ehe sein Vertrag in Chimki im März 2023 aufgelöst wurde.
Zur Saison 2023/24 wechselte Tichi dann zum FK Nischni Nowgorod.